# メジェド
メジェド（英: Medjed メヂェド）または、メジードは、古代エジプト神話に関連する語。古代エジプトにおいて「打ち倒す者」という意味であり、以下2種類のものを指す。ともにオシリスに関連する。
- 死者の書の一つであるグリーンフィールド・パピルスにおいて言及される「神」
- 聖なものとして崇拝されていた「魚の一種」

本記事ではこの2つを説明する。

## 同名の神
死者の書グリーンフィールド・パピルスの第17章では詳細が不明な数多くの神々について言及されているが、その中でメジェド（「打ち倒す者」の意）に関する次のような記述がある
「私はそれらの中で打ち倒す者の名を知っている。それはオシリスの家におり、目によって撃ち、姿は見えない。」
この神について、それ以外なにも分かっていない。
ウォーリス・バッジによる古い翻訳における該当箇所の内容は以下のとおり。なお第17章は、アニのパピルスとネプセニのパピルスからの翻訳とされているが該当箇所の原典がどちらかは不明。　
「願わくは（死者の魂を害しようとする）彼等の屠殺刀をして決して我を支配せしめざらんことを。願わくは我をして彼等の残忍の機械下に陥らしめざらんことを。何となれば我は彼等の名を知ればなり。而して我はオシリスの家に住う彼等の中に居て、己の眼よりは光を放ちながら、而も他には見らるることなきマアチェトなる者（「打ち倒す者」）を知ればなり。彼は天を巡囘するに、己れの口より出ずる焔を着用し、（ナイルの神）ハアビを命令しながら、而も他に見らるることなし。願わくは我をして此世に於てラアの前に強からしめ給わんことを。」
（日本語訳：田中達、カッコ内は本記事執筆時における補足）
グリーンフィールド・パピルスの紙片76における図像では、メジェドと考えられるものが、脚と目が見えるほかは錐形のもので覆われたものとして描かれている。

### 解説
この死者の書の一場面には、二通りの解釈の仕方がある。ひとつは、ここに描かれた神の名がメジェドで、これがメジェドの姿であるという説。もうひとつが別の神を形容した言葉という説。
あるいは、この文章が一種の呪文であるという説。死者の書は、死者が冥界を通り楽園へ辿り着くための方法が書かれており、これは、悪霊から身を守るための呪文だと考えられる。
ともかく現在は情報が少なく、旧約聖書『出エジプト記』12章23節に登場する הַמַּשְׁחִ֔ית（シャハト  ―― 〝滅ぼす者〟）との関連も定かでない。

## 同名の魚

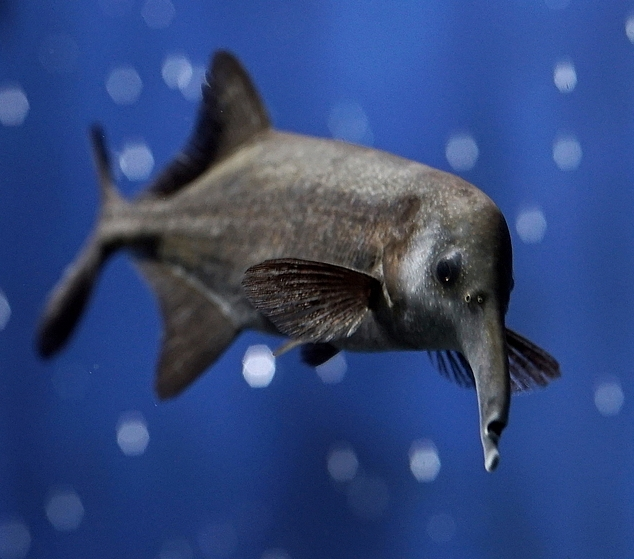
モルミルス, エレファントノーズフィッシュ

"メジェド"には、古代エジプトのオクシリンコスにおいて崇拝されていたモルミルス科の一種の意味もある。
この魚は、ナイル川で広く見られる中型の淡水魚である。エジプトや他の絵画において描かれている。このモルミルスの一部の種は、下向きに曲がった独特の吻を持つ。この部分を魚類学者や愛好家からは、「エレファントノーズ」という名前で呼ばれている。
この魚は、オシリスがセトによってバラバラにされ肉体をナイル川にばらまかれた後で、その陰茎を食べたと信じられている。
上エジプトの居住地のひとつである「ペルメジェド(Per-Medjed)」は、この魚が由来であり現在では、ギリシャ風の「オクシリンコス」という名前で知られている。
オクシリンコスにおいて神聖なメジェドとして知られている種は、モルミルスの典型的な特徴を多くもっている。長い臀鰭、小さな尾鰭、広く大きな腹鰭と胸鰭、それに長く下向きに曲がった吻などである。